# Bruno Lauzi
Bruno Lauzi (Asmara, 8 agosto 1937 – Peschiera Borromeo, 24 ottobre 2006) è stato un cantautore, compositore, cabarettista, poeta e scrittore italiano.
Tra i principali esponenti della scuola genovese, interpretò e scrisse molte canzoni di successo, soprattutto per interpreti femminili come Mia Martini e Ornella Vanoni, oltre a cimentarsi nella poesia e nella letteratura.
Tra i vari riconoscimenti ha vinto nel 2006 il Premio Tenco alla Carriera.

## Biografia
Nato nella colonia italiana d'Eritrea, ma cresciuto a Genova, è considerato, insieme a Fabrizio De André, Umberto Bindi, Luigi Tenco e Gino Paoli, tra i fondatori e maggiori esponenti della cosiddetta scuola genovese dei cantautori. Lauzi definì la "Scuola Genovese" una piccola rivoluzione culturale della quale egli sarebbe diventato lo storico, «quello che l'avrebbe raccontata... Non chiedetemi perché, ma credo dipendesse dal fatto che la mia voce parve inadatta al canto, essendo simile piuttosto a quella del tipico vecchietto da film western». Sempre Lauzi ricorda che il tempo poi ha fatto giustizia di questo preconcetto, così come ha dimostrato che la «cosiddetta scuola non è mai esistita, per l'assenza contemporanea dei maestri e degli allievi: nessuno di noi ha mai incrociato, se non geograficamente, la vita dell'altro».
Nel libro Il caso del pompelmo levigato e nella sua autobiografia Lauzi narra che la madre, Laura Nahum, era di origine ebraica, anche se sposò Francesco Lauzi, un cattolico, convertendosi, e occultò poi le proprie origini per sfuggire alle leggi razziali fasciste, e di conseguenza, secondo la legge ebraica, lo era, non culturalmente ma etnicamente, anche lui. Dal padre, liberale e antifascista ligure, ereditò un sentimento di tolleranza e il desiderio di libertà.

### Il gruppo con Tenco e l'esordio solista
L'inclinazione artistica di Lauzi si manifesta piuttosto precocemente. Sono gli anni cinquanta quando insieme all'amico Luigi Tenco, compagno di banco al ginnasio con il quale condivide la passione per le pellicole musicali e per il jazz, forma un gruppo musicale e inizia a scrivere i primi brani. Appassionato di poesia e letteratura, legge, tra gli altri, Federico García Lorca ed Ezra Pound e si iscrive alla Facoltà di Giurisprudenza all'Università Statale di Milano, dedicandosi contemporaneamente al jazz e all'ascolto dei cantautori francesi, come Jacques Brel, Georges Brassens e Charles Aznavour. Per dedicarsi interamente alla musica, lascia gli studi a due esami dalla laurea.
Nel 1960 Giorgio Gaber incide su 45 giri una canzone con il testo di Mogol, Bella, che è il debutto, seppur solo come compositore, di Lauzi.
L'inizio della carriera come cantautore avviene nel 1962. Con lo pseudonimo di Miguel e i Caravana incide due canzoni in lingua genovese, dalle sonorità brasiliane (a causa della notevole somiglianza ad orecchio fra genovese e portoghese): A Bertoela e O frigideiro ("Il frigorifero"), che, oltre ad ottenere un discreto successo, gli aprono le porte del cabaret; viene infatti chiamato al Derby Club di Milano per effettuare alcuni spettacoli.

### Il successo
Il successo con il suo vero nome avviene con Ritornerai, Ti ruberò, Margherita, Viva la libertà e Il poeta (scritta nel 1963 e considerata dalla critica uno dei manifesti della scuola genovese), che verrà incisa anche da Gino Paoli. La canzone rimase qualche anno nel cassetto (Lauzi la interpreterà dopo Paoli), poiché non aveva avuto il "visto" della censura, a causa del rifiuto di togliere il verso che si riferisce al suicidio del protagonista.
È del 1965 la sua unica partecipazione al Festival di Sanremo con il brano Il tuo amore, un valzer che riecheggia atmosfere francesi, ignorato dalle giurie e non ammesso alla finale. Con i colleghi della scuola genovese avrà sempre, come con tutto il mondo dello spettacolo, un rapporto particolare, a causa di un carattere poco incline ai compromessi, anche se generoso.
Lauzi rimane molto scosso dal suicidio dell'amico Tenco, avvenuto durante il Festival di Sanremo 1967, tanto che ne parlerà esplicitamente solo molti anni dopo e ne criticherà anche la celebrazione postuma fatta da Fabrizio De André in Preghiera in gennaio, che egli vedeva quasi come un'apologia dell'estremo gesto. Il cantante smentirà anche che la canzone Il poeta era dedicata all'amico suicida, in quanto scritta anni prima; probabilmente venne invece ispirata dai romanzi di Piero Chiara. Lo scrittore era difatti un amico di Lauzi, con cui dopo il 1956, quando si era trasferito a Varese, aveva iniziato una collaborazione come correttore delle bozze dei suoi libri.

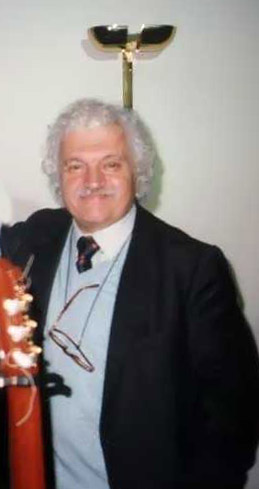
Bruno Lauzi nel 1993

Al filone romantico Lauzi alterna spesso canzoni umoristiche, come la già citata O frigideiro e Garibaldi blues (cover con testo in italiano di Fever). Questo aspetto del suo talento creativo lo porterà successivamente a collaborare con comici e cabarettisti quali Lino Toffolo ed Enzo Jannacci, per i quali scrive diverse canzoni, tra cui Il metrò e Ragazzo padre, oltre a dedicarsi anche alle canzoni per bambini, come le celebri Johnny Bassotto e La tartaruga. Verso la metà degli anni sessanta, con Jannacci, Toffolo e Cochi e Renato, entra a far parte del Gruppo Motore, nato nel cabaret milanese Cab 64 e operativo fino al successo televisivo della coppia Cochi e Renato nei primi anni settanta, all'interno del cabaret Derby Club.

### Collaborazioni artistiche e partecipazioni televisive
Nel 1970 Lauzi inizia la collaborazione con Mogol e Lucio Battisti, che lo portano alla loro casa discografica, la Numero Uno, e scrivono per lui diversi motivi di successo: Mary oh Mary, E penso a te, Amore caro, amore bello, L'aquila e Un uomo che ti ama. Lauzi non mancherà però di criticare alcune canzoni di Mogol, ritenute avere testi troppo banali e commerciali, così come avrà divergenze di idee con molti altri.
Alla Numero Uno l'artista conosce il giovane cantautore napoletano Edoardo Bennato, con cui scrive Lei non è qui, non è là.
Negli anni settanta Lauzi è tra i primissimi personaggi dello spettacolo a intervenire in trasmissioni delle prime televisioni private, allora agli albori, dopo essere stato ostracizzato dalla Rai e in conseguenza della censura di alcune canzoni. A Telebiella si esibisce in un concerto precedentemente rifiutato dalla Rai. La sua presenza nella piccola emittente piemontese avrà grande riscontro sulla stampa nazionale. In questo periodo si impegna anche in forme di teatro sperimentale, con collaborazioni per esempio con Anna Mazzamauro  e Nello Rivie' in "Cuore di gomma" (anno 1975). Nel 1976 conduce, con Peppino Gagliardi e Bruna Lelli il varietà musicale Bim bum bam.
Nel 1978 conduce con Daniela Poggi su Telemilano 58, il programma TV Edizione straordinaria: si tratta di un contenitore musicale ambientato in uno studio televisivo, nel quale con piglio ironico e caustico alterna alcuni estratti dal suo repertorio alle interviste ai vari artisti ospiti, che presentano i propri brani.
Nel maggio 1980 Antennatre trasmette l'operetta La duchessa di Chicago con Sandro Massimini, Ugo Benelli e Lauzi. Nel febbraio 1987 Lauzi partecipa allo spettacolo di Bruno Colella Laggiu’ nel centro storico.(Derby di Milano, Teatro delle Muse di Roma)
Il 30 giugno 1995, a pochi giorni dalla morte di Mia Martini, partecipa all'"Omaggio a Mia Martini" organizzato a Lamezia Terme, cantando Piccolo uomo, che trasforma per l'occasione in Piccola donna. Lo spettacolo è trasmesso da Rai 2 in differita il 20 luglio.
Nel gennaio 2003 è ospite del programma Stupido Hotel.

### Gli ultimi anni
Negli ultimi anni di vita, nonostante la sofferenza per la patologia degenerativa che l'aveva colpito (una grave forma di malattia di Parkinson), Lauzi conserva intatta la sua straordinaria verve, la schiettezza e il grande senso dell'ironia, che lo porta persino a indirizzare una lettera a Mr. Parkinson. In questo ambito promuove diverse iniziative per la raccolta di fondi per lo studio e l'assistenza ai malati di Parkinson con una serie di dischi e poesie appositamente dedicati.
Regala i diritti d'autore di una sua poesia, La mano, da utilizzare liberamente come gadget, stampata su oggetti e manifesti promozionali dell'Associazione Italiana Parkinsoniani. Il testo descrive appunto il tremore della sua mano dovuto alla patologia neurodegenerativa.
Il 3 aprile 2005, in occasione del "Compleanno del Friuli", Lauzi pubblica un album in lingua friulana, su testi adattati per lui e altri artisti friulani da Alberto Zeppieri, dal titolo Bruno Lauzi in marilenghe (Numar Un - N1 BL 9-05). Tra i brani si evidenziano soprattutto Il poete e La acuile, con la Corale Gioconda dei Parkinsoniani dell'Ospedale Gervasutta di Udine e i contributi in voce di Mogol, cosa rarissima - forse unica - nella discografia.
Nell'aprile dell'anno dopo, su invito di Zeppieri, Lauzi propone l'album dal vivo, con l'orchestra Canzoni di Confine, all'auditorium Zanon di Udine, in uno degli ultimi concerti completi della sua vita. Da quell'evento è stato ricavato l'album Conciert pe Fieste dal Friul (Numar Un - N1 AC 13-06).
Nel 2001 realizza la docu-fiction Ora dicono fosse un poeta. Conversazioni e divagazioni con Bruno Lauzi, dedicata alla sua attività di poeta, per la regia di Antonio De Lucia e Filippo Viberti, con la partecipazione di Felice Andreasi.
A giugno del 2005 esce il suo ultimo romanzo, Il caso del pompelmo levigato, edito da Bompiani. Nel 2006 Lauzi partecipa alla realizzazione del disco-tributo ... a Pierangelo Bertoli, pubblicato per ricordare il cantautore di Sassuolo, interpretando Sera di Gallipoli.
Il 28 maggio 2006 a Bussero al Reggae Rock Festival sale sul palco per il suo ultimo concerto.
Colpito da un cancro metastatico al fegato nell'aprile del 2006, muore nell'ottobre dello stesso anno a Peschiera Borromeo, comune della città metropolitana di Milano in cui risiedeva da tempo.

## Vita privata
Nel 1968 sposa Giovanna Coprani (1948-2010), la compagna e collaboratrice di una vita. Lauzi e la moglie si dedicheranno anche alla viticoltura, producendo una Barbera denominato "La Celeste", lodato da Luigi Veronelli. Il figlio Maurizio è anch'egli cantante e musicista.

## Un artista controcorrente

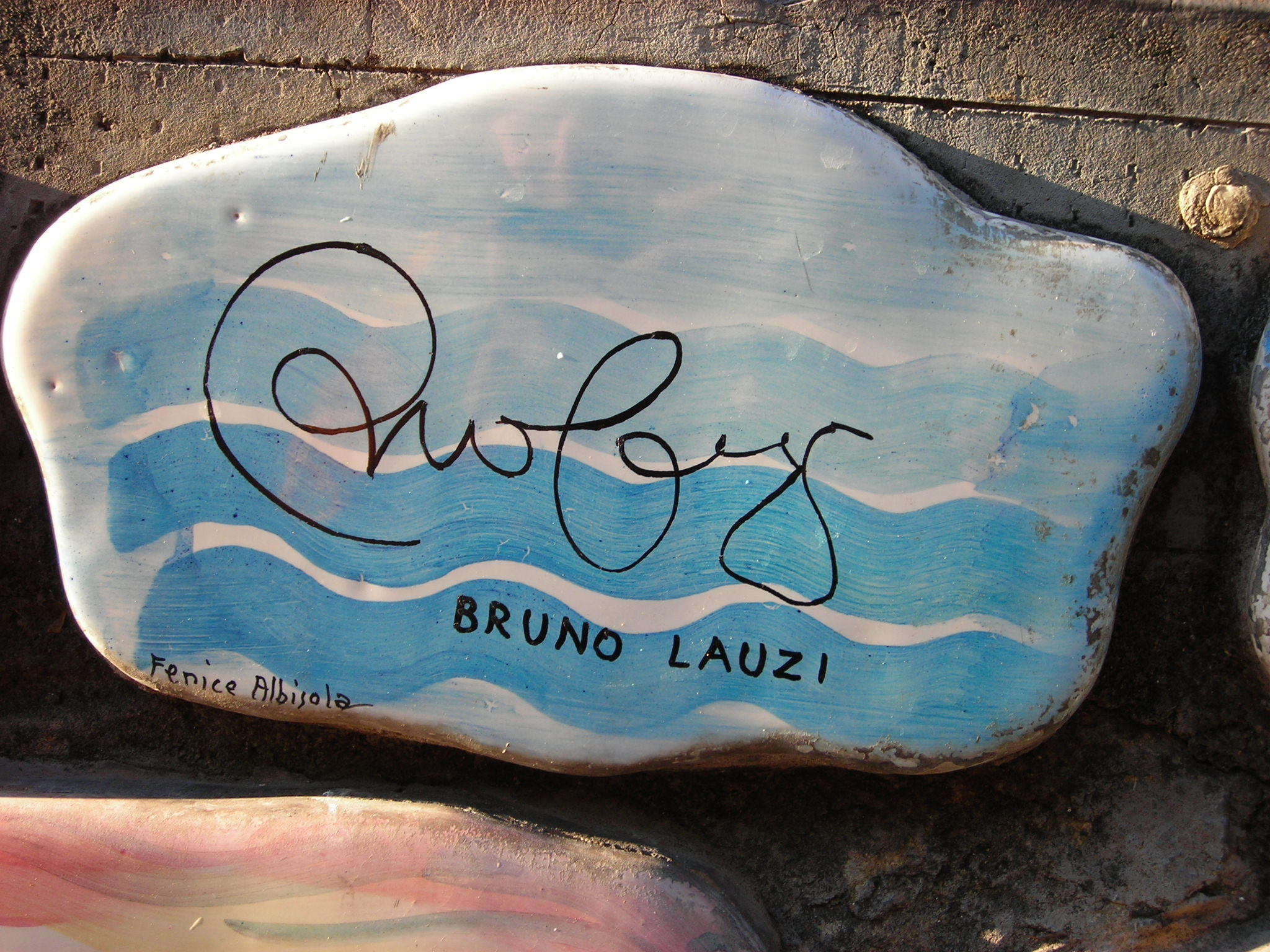
La piastrella del Muretto di Alassio autografata da Lauzi

Lauzi è stato sempre un uomo controcorrente, e tra le sue passioni, oltre alla musica e alla letteratura, vi erano la politica, il calcio (era tifoso della Sampdoria) e la ricerca dei funghi, tanto da definirsi «poeta fungaiolo». Ivano Fossati lo ha definito «un vero anticonformista», a partire dalla politica, di cui negli ultimi anni amava scrivere anche su giornali e siti internet, fino agli aspetti musicali.
Amava differenziarsi dagli altri cantautori, non disdegnando di interpretare brani di altri autori, pur scrivendo brani per molti interpreti, che a volte interpretava successivamente (come con Piccolo uomo). La sua attenzione al mercato latinoamericano lo fece diventare molto noto in America meridionale, e tra i suoi ammiratori ci fu anche lo scrittore Gabriel García Márquez, che gli chiese l'autografo dopo un'esibizione.
Rifiuterà un ruolo nel film Il Casanova di Federico Fellini, preferendo il programma televisivo in cui era all'epoca impegnato, e un'esibizione alla Festa de l'Unità, chiedendo invece all'organizzatore della serata di occuparsi prima della liberazione dai lager degli artisti sovietici lì imprigionati.

### L'interesse per la politica
Negli anni sessanta e settanta, mentre molti tra i più noti cantautori, come gli amici De André, Paoli e Tenco, militavano in vario modo a sinistra, Lauzi scelse di intervenire in diversi comizi e prodigarsi per il Partito Liberale, ironizzando anche su Mao Tse-tung con Arrivano i cinesi (1969).
Nel 1977, in un periodo di intensa politicizzazione della musica, scrisse Io canterò politico, una canzone-invettiva contro i cantautori politici di sinistra, definiti «i miei finti colleghi che fan rivoluzioni / seduti sopra a pacchi di autentici milioni» (salvando tra tutti solo Guccini), che fu presentata al Premio Tenco. Negli anni cinquanta aveva collaborato alla nascita del quindicinale politico liberale L'Altolombardo. Era amico di Enzo Tortora, che difese e sostenne quando venne licenziato dalla Rai e quando fu ingiustamente arrestato nel 1983, venendo poi candidato dal Partito Radicale.
Bruno Lauzi fu iscritto per molti anni al Partito liberale e attivo militante per lo stesso. Nel 1988 lasciò il gruppo in polemica per l'appoggio al governo di Giovanni Goria (anni dopo presenzierà invece al congresso di fondazione dell'Unione di Centro liberale, tenutosi a Sanremo nel 1993, e continuerà comunque a scrivere di politica), inviando al XX congresso un messaggio ironico per il segretario: "Da questo momento smetto di essere un militante liberale. Tornerò nel partito a due condizioni: la mia elezione a segretario del PLI oppure che Altissimo impari a suonare la chitarra".

Egli dichiarò, sul suo impegno politico nel PLI e nell'UDC:
Mostrò interesse per Forza Italia di Silvio Berlusconi, ma non lo appoggiò, come ricorda nell'autobiografia, perché lo considerava affetto da «sindrome di Peter Pan italiano» a base di gadget, spille, battute e musichette («orribili, ma pur sempre meglio di Bandiera Rossa», dirà). Poco prima di morire, pubblicò una dichiarazione di voto per il centro-destra perché favorevole all'uso dell'energia nucleare.
Dopo il periodo del PLI e del centrismo, l'unico impegno ufficiale di Lauzi fu quello civile e sociale di sostegno all'Associazione Italiana Parkinsoniani, quando fu colpito dalla patologia.

## Autore e interprete
Come autore, Bruno Lauzi firma indimenticabili brani soprattutto per voci femminili: per Mia Martini compone Donna sola, Piccolo uomo, Neve bianca, Mi piace, Occhi tristi, Per amarti, Innamorata di me, Canto malinconico, Almeno tu nell'universo, Il colore tuo (queste ultime cinque su musica di Maurizio Fabrizio); per Ornella Vanoni L'appuntamento (con Roberto Carlos), E poi tutto qui (Is that all there is?) (cover in italiano di un celebre brano degli anni 60, scritto da Jerry Leiber e Mike Stoller. Testo in italiano: Bruno Lauzi), Dettagli, La casa nel campo (da non confondere con La casa nel parco, canzone interpretata da lui stesso), Come l'estate, Nell'estate dei miei anni, Alibi; per Gabriella Ferri scrive La libertà, Fantasia e La mia vita; per Rita Pavone scrive Siamo tutti Gian Burrasca; per Milva scrive Fantasia e Notte italiana; per Marcella Bella scrive Più soffia il vento e Verde smeraldo; per Anna Identici Una rosa da Vienna (Festival di Sanremo 1966); per Mina scrive Mi fai sentire così strana, Devo dirti addio, Racconto, Radio. Nel 1981 scrive per Orietta Berti la canzone La barca non va più, partecipante al Festival di Sanremo 1981.

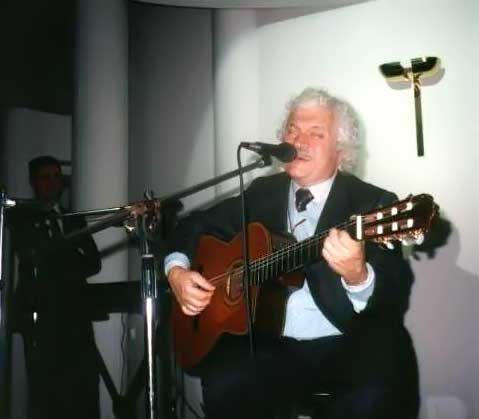
Bruno Lauzi con l'inseparabile chitarra

Non mancano però anche altri successi interpretati da artisti di sesso maschile: Mino Reitano (Cento colpi alla tua porta), Homo Sapiens (Madagascar), Pino Donaggio (La voglia di vivere), I Nomadi (So che mi perdonerai), Enzo Jannacci (Il metrò, Ragazzo padre), Christian (Rimini), Piero Focaccia (Permette signora), Franco Califano (Angela, Un amore nato ieri), Michele (Ti giuro che ti amo, La donna del sud).
Un altro aspetto dell'attività di Lauzi come autore sono gli adattamenti in italiano di canzoni di lingua straniera. Tra queste ricordiamo (oltre alle già citate L'appuntamento e Dettagli, scritte da Roberto Carlos e portate al successo in Italia da Ornella Vanoni), Quanto t'amo di Johnny Halliday, Lo straniero e molte altre di Georges Moustaki, Champs Elysées di Joe Dassin, Il mondo è grigio, il mondo è blu di Éric Charden e una decina di brani di Paul Simon, tutti racchiusi in un unico album del 1974.
Pur essendo cantautore, Lauzi non ha disdegnato di interpretare canzoni scritte da altri: oltre alle già citate canzoni di Mogol e Battisti, nel 1974 incide Onda su onda, scritta da Paolo Conte che diventa un successo rilanciato dalle emittenti radiofoniche. Ad esso si aggiungono poi, tra gli altri motivi, Genova per noi, sempre di Conte, Angeli di Lucio Dalla, Naviganti di Ivano Fossati, Molecole di Mario Lavezzi.
Il 1989 è forse l'anno che decreta il suo massimo successo artistico come autore: Almeno tu nell'universo, scritta in coppia con Maurizio Fabrizio e interpretata da Mia Martini, vince infatti il premio della critica al Festival di Sanremo 1989 e diventa un classico della canzone italiana.
Tra le altre sue canzoni più conosciute si ricordano anche quelle per bambini. Nel 1976 pubblica Johnny Bassotto, la tartaruga... e altre storie che contiene brani come Virgola (scritta con Michelangelo La Bionda e interpretata da Jocelyn), La tartaruga e Johnny Bassotto (quest'ultima interpretata da Lino Toffolo). Nel 1977 scrive e compone La buona volontà per il 20º Zecchino d'Oro e nel 1979 Cicciottella per Loretta Goggi. Nel 2002 riprenderà il filone dello Zecchino con La gallina brasiliana, sulla musica di Riccardo Zara per il 45º Zecchino d'Oro.
Sempre nel 2002 per Mina scrive Certe cose si fanno, inclusa nell'album della cantante cremonese dal titolo Veleno.
Negli anni novanta, Lauzi - la cui carriera si è sviluppata prevalentemente lontano dalla città nella quale ha trascorso l'infanzia e l'adolescenza - si è riavvicinato a Genova avviando una collaborazione con i Buio Pesto, per i quali ha scritto il brano Meno ma ("Meno male") e inciso la propria canzone O Frigideiro per il primo album del gruppo. Con i Buio Pesto Lauzi duetta in concerto a Lavagna nel luglio 2005 e partecipa alla stesura del copione e alla realizzazione della pellicola Invaxön - Alieni in Liguria.
Nel 2006, come suo ultimo lavoro, scrive Barbiturici nel thè per Viola Valentino. Alla sua morte ha lasciato numerosi brani musicali e testi letterari inediti, alcuni di questi pubblicati postumi.

## Discografia

### Album in studio
- ottobre 1965 - Lauzi al cabaret (CGD, FG 5020)
- dicembre 1965 - Ti ruberò (CGD, FG 5023)
- 1966 - Kabaret n. 2 (Ariston, ARS 30001 RPS)
- 1967 - I miei giorni (Ariston Records, AR 0187)
- 1969 - Cara (Ariston Records, ARLP 10030)
- 1970 - Bruno Lauzi (Numero Uno, ZSLN 55012)
- novembre 1971 - Questo sono io (Ariston Records, ARLP 10053)
- dicembre 1971 - Amore caro, amore bello (Numero Uno, ZDLN 55015; doppio, un disco dal vivo e uno in studio)
- novembre 1972 - Il teatro di Bruno Lauzi (Numero Uno, ZSLN 55157)
- ottobre 1973 - Simon (Numero Uno, DZSLN 55658)
- dicembre 1974 - Lauzi oggi (Numero Uno, DZSLN 55674)
- giugno 1975 - Genova per noi (Numero Uno, ZSLN 55680)
- settembre 1975 - Quella gente là (Numero Uno, ZSKN 55681)
- settembre 1975 - L'amore sempre (Numero Uno, ZSKN 55682)
- 1976 - Johnny Bassotto, la tartaruga... e altre storie di Bruno Lauzi (Numero Uno, ZSLN 55689)
- 1977 - Persone (Numero Uno, ZPLN 34014)
- 1979 - Alla grande... (Numero Uno, ZPLN 34050)
- novembre 1981 - Amici miei (Numero Uno, ZPGN 33422; Q disc con quattro brani)
- 1983 - Palla al centro (Numero Uno, ZPLN 34179)
- 1985 - Piccolo grande uomo (Five Record, FM 13548)
- 1986 - Back to Jazz (DIRE, FO 377)
- 1987 - Ora! (Five Record, FM 13578)
- 1988 - La musica del mondo (Five Record, FM 13610)
- 1989 - Inventario latino (Five Record, FM 13638)
- 1991 - Pagine (Five Record, FM 13693)
- 1992 - Il dorso della balena (Pincopallo 472874 2)
- 1996 - Johnny Bassotto e i suoi amici (J-Records)
- 2001 - Omaggio alla città di Genova (Pincopallo PIPA 484258 3)
- 2003 - Il manuale del piccolo esploratore (D'Autore, DA 1019)
- 2003 - Nostaljazz (Blue Tower, BT 2003/0002)
- 2004 - Tra cielo e mare:la Liguria dei poeti (Pincopallo PIPA 484258 7 4)
- 2005 - Bruno Lauzi in marilenghe (Numar Un N1 BL 8-05) (le sue più belle canzoni adattate in lingua friulana da Alberto Zeppieri)
- 2006 - Ciocco Latino (Rai Trade 0177742RAT)

### Album dal vivo
- 1995 - Una vita in musica
- 2006 - Conciert pe Fieste dal Friul
- 2012 - L'unica volta insieme (con Umberto Bindi, Sergio Endrigo e Gino Paoli)

### Raccolte
- 1976 - Cabaret
- 1994 - 10 belle canzoni d'amore
- 2006 - Ogni bambino è un miracolo in più
- 2006 - Le mie canzoni

### EP
- 1963 - Vecchio paese/Menica menica/La banda/Il poeta

### Singoli
- Luglio 1962 - O frigideiro/A bertoela (CGD, N 9390; inciso con lo pseudonimo Miguel e i Caravana)
- Maggio 1963 - Vecchio paese/Menica menica/La banda/Il poeta (Galleria del Corso, GC 091)
- Maggio 1963 - Sto cicchetton de un Gioan/O scioco (Galleria del Corso, GC 094)
- Novembre 1963 - Ritornerai/Fa' come ti pare (Galleria del Corso, GC 102)
- Aprile 1964 - Viva la libertà/Io non ero così (Galleria del Corso, GC 107)
- Giugno 1964 - Ciao Dolly/Io so, tu sai (Galleria del Corso, GC 110)
- Gennaio 1965 - Il tuo amore/Sei come le altre (Galleria del Corso, GC 111)
- Marzo 1965 - Margherita/Se tu sapessi (CGD, N 9544)
- 1965 - O scioco/O frigideiro (CGD, N 9552)[31]
- 1965 - Sto cicchetton de un Gioan/A bertoela (CGD, N 9553)[31]
- Ottobre 1965 - L'uomo che aspetti/Ti ruberò (CGD, N 9582)
- 1966 - La donna del sud/Domani ti diranno (Ariston, AR 0130)
- 1966 - Maë ben/A 'rappa (Ariston, AR 0141)
- 1966 - Una storia/Domenica d'amore (Ariston, AR 0157)
- 1967 - Il cuore di Giovanna/Semplicissimo (Ariston, AR 0219)
- 1968 - Garibaldi blues/Il poeta (Ariston, AR 0290)
- 1968 - Poi sei venuta tu/L'altra (Ariston, AR 0300)
- 1969 - Arrivano i cinesi/Texas (Ariston, Luv 0088)
- 1969 - Garibaldi blues/Arrivano i cinesi (Ariston, NA 110) [Minidisco a 10 cm di diametro distribuito da International Sound Company di Roma]
- 1970 - Ciao Dolly/L'altra (Ariston, AR 0358)
- 1970 - Hello Dolly/Ritornerai (Poppy, P.NP. 051)
- Giugno 1970 - Mary oh Mary/...e penso a te (Numero Uno, ZN 50025)
- 1970 - Lucy l'ortopedica/Se tu sapessi (Numero Uno, ZN 50105)
- Novembre 1970 - Ti ruberò/Il bene di luglio (Numero Uno, ZN 50106)
- Novembre 1970 - E dicono/La casa nel parco (Numero Uno, ZN 50107)
- Gennaio 1971 - E dicono/...e poi morire... (Numero Uno, ZN 50113)
- Maggio 1971 - Amore caro, amore bello/La casa nel parco (Numero Uno, ZN 50120)
- Novembre 1971 - L'aquila/Devo assolutamente sapere (Numero Uno, ZN 50133)
- Ottobre 1972 - Sotto il carbone/Il mondo cambia colori (Numero Uno, ZN 50265)
- Ottobre 1973 - Canzone italiana/Storia di due imbecilli (Numero Uno, ZN 50318)
- 1974 - Passa il tempo/Onda su onda (Numero Uno, ZN 50333)
- Maggio 1975 - Genova per noi/Vicoli (Numero Uno, ZN 50340)
- 1975 - La tartaruga/Al pranzo di gala di Babbo Natale (Numero Uno, ZN 50343)
- 1976 - Un uomo che ti ama/In campagna (Numero Uno, ZN 50346)
- Aprile 1977 - Incantesimo/Acontentase (Numero Uno, ZBN 7010)
- Ottobre 1977 - Adriano/Io canterò politico (Numero Uno, ZBN 7033)
- Maggio 1978 - Ah... l'amore!/Sconosciuto amore mio (Numero Uno, ZBN 7055)
- 1979 - Canzone d'amore/Canzone d'amore (Numero Uno, ZBN 7124)
- 1979 - Canzone d'amore/L'uomo bamba (Numero Uno, ZBN 7125)
- Gennaio 1980 - Ieri/Mentre ti penso (Numero Uno, ZBN 7179)
- Dicembre (?) 1980 - Babbo blu (flexi distribuito da SIDALM in omaggio coi prodotti Motta)
- Maggio 1981 - Il vecchiaccio/Ci s'innamora (Numero Uno, ZBN 7225)
- Gennaio 1982 - Nel duemila/Babbo blu (Numero Uno, ZBN 7247)
- 1983 - L'ufficio in riva al mare/Con Lei (Numero Uno, ZBN 7314)
- 1984 - Sfera/Infinito (Numero Uno, ZBN 7366)
- 1985 - Buon Natale (Numero Uno, PB 7539) [omaggio]
- 1988 - Maria dei parafulmini/Il tempo per vivere (Five Record, FM 13205) [con Maurizio Lauzi]

## Opere letterarie

### Poesie
- I mari interni, Milano, Edizioni Crocetti, 1994.
- Riapprodi, Edizioni Rangoni, 1994.
- Versi facili, Milano, Edizioni marittime, 1999. (raccolta delle due precedenti opere)
- Esercizi di sguardo, Milano, Edizioni marittime, 2002.
- Agli immobili cieli, 2010, Edizioni Associazione "Il dorso della balena" (contenente poesie edite e inedite)[32]
- Limericks, inedita

### Prose
- Della quieta follia... dei piemontesi, Alessandria, Club di Papillon, 1997.
- Il caso del pompelmo levigato, collana Tascabili Bompiani, Milano, Bompiani, 2005, ISBN 88-452-3409-6.
- Le storie di nonno Bruno, Belvedere Marittimo, Coccole e caccole, 2006, ISBN 88-89532-12-2.
- Tanto domani mi sveglio. Autobiografia in controcanto, Sestri Levante, Gammarò, 2006, ISBN 88-95010-10-8.

## Spettacoli teatrali
- Una volta nella vita, testi di Bruno Lauzi, musiche di Gian Franco Reverberi (2009, pubblicazione) - prima rappresentazione 2024

## Filmografia
- Arrivano i gatti, regia di Carlo Vanzina (1980)
- Aeroporto internazionale - serie TV (1987)
- Ora dicono fosse un poeta. Conversazioni e divagazioni con Bruno Lauzi, regia di Antonio De Lucia e Filippo Viberti (2001)
- Invaxön - Alieni in Liguria, regia di Morini e Pirrone (2004)

## Riconoscimenti
- 2001 Premio Lunezia per la qualità musical-letteraria delle sue canzoni.
- 2006 – Premio Tenco alla carriera

## Omaggi
- Al suo nome è stata dedicata l'edizione 2006 del Premio Tenco[2]
- Nel 2008 è stato istituito il Premio Anacapri ''Bruno Lauzi'', rassegna che si svolge ogni anno ad Anacapri.[33]
- Nel 2020 viene pubblicata una lunga monografia in un suo onore:  Daniele Sgherri e Federico Pieri, Bruno Lauzi. Monografia discografica a 45 giri, collana I cataloghi di Musica in Mostra, Grosseto, Ergo Sum Editrice, 2020, ISBN 978-88-944183-8-5.